# Драпировка
Драпиро́вка (от ср. лат. drappus — «лохмотье», «отрепье»; поздн. XI века — «кусок ткани») — в скульптуре и живописи — туники, тоги, плащи и другие широкие, свободные виды одежды, в которые художник облекает изображённые человеческие фигуры, и вообще ткани, представляемые в картинах, статуях и рельефах.
Также этим словом часто обозначают сам процесс драпирования и применяемые для этого материалы и конструкции. В других источниках указано что Драпировка (франц.), Драпирова́нье (ж.) обозначает действие по значению глагола Драпирова́ть, и:
- одежда, которою облекаются фигуры на картинах и в скульптуре;
- занавеси на дверях, окнах, стенах из разноцветных тканей и бахромы для украшения комнат[2], например Римские шторы.

## Правила
Правила искусного драпирования фигур одинаковы как для живописи, так и для ваяния; они сводятся к требованию, чтобы драпировка, прикрывая тело, не скрадывала совершенно его форм, но позволяла зрителю догадываться о них, не мешала ему понимать движение фигуры и в особенности не нарушала её жизненности и изящества неправдоподобием и некрасивостью своих изгибов и складок.
Требования эти не должен упускать из виду при своей работе преимущественно скульптор, так как у него нет красок, перспективы, сложной обстановки сюжета и других художественных ресурсов, какими располагает живописец, а есть лишь одно средство выражать идею — человеческая фигура с её формами и движениями. Отлично понимая эти условия, античные художники даже изобрели для удобнейшего их удовлетворения особый род драпировок, употребляемый и поныне, а именно так называемые мокрые драпировки, то есть такие, которые воспроизводят более или менее тонкую материю, как бы смоченную влагой, прилипающую к телу и через это ясно обрисовывающую его формы.

## История
Способ драпирования в образных искусствах изменялся сообразно их состоянию в различные исторические эпохи и у разных народов. Древние египтяне, халдеи, персы и финикийцы, а также греки при первых попытках своего художественного творчества одевали статуи и фигуры барельефов в тяжёлые, грубые драпировки, лишённые складок и похожие на мешки, из которых выступают только голова, руки и ноги. При дальнейших успехах греческого ваяния драпировки стали дробиться на складки, ещё сухие и резкие, иногда чересчур многочисленные и уложенные правильными рядами, но уже намекающие на контуры скрытого под ними тела.
В эпоху полного расцвета эллинского искусства боги и герои, олицетворяемые пластикой в идеально-прекрасных образах, по большей части сбрасывают с себя всякие покровы; много, если кусок ткани небрежно накинут им на плечо или руку или же лежит подле них, и только такие строгие и целомудренные богини, как Артемида и Афина, не расстаются с драпировками, которые принимают тогда мягкие, изящные, умно расположенные складки.
Впрочем, наряду с обнажёнными и полуобнажёнными статуями, искусство этой эпохи производит и облечённые в драпировки с многочисленными, симметрическими, как бы приутюженными складками; но подобные изваяния — не более, как «старообрядчество», подражание древнейшим прототипам, освящённым народным уважением (архаистические статуи).

### Древний Рим
У римлян главной задачей пластики был портрет, в котором передавались не только черты данного лица, но и его костюм; одежды же римлян и римлянок — тоги сенаторов и жрецов, сто́лы и пеплумы матрон, плащи воинов, мантии императоров и прочие — представляли благодарную тему для художественной разработки. Вследствие этого римские скульпторы довели искусство драпировки до высокой степени совершенства и оставили нам лучшие образцы по этой части.

### Средние века
В Средние века, при общем упадке художеств, драпировки возвращаются почти к первобытной грубости и неуклюжести, и только Византия ещё сохраняет в отношении их некоторые следы античного предания. К XII и XIII вв. на западе Европы тощие, окоченелые статуи с огромными головами жмутся к пилястрам и к косякам порталов церквей в одеждах с топорно рубленными, частыми, расположенными без всякого соображения складками, опускающимися вниз вертикально или ломающимися под острыми углами.
В XIV веке заметен некоторый успех: драпировки начинают делаться менее жёсткими и намекать на формы скрытого под ними тела. В XV веке они ещё более освобождаются от условности и рутины, стремятся возможно лучше обрисовывать фигуру, хотя иногда и вдаются в манерность.

### Возрождение
С началом XVI века совпадает блестящее развитие этой отрасли искусства, точно так же, как и всех других: внимательное изучение антиков и натуры дает художникам Возрождения возможность усиливать как в скульптуре, так и в живописи красоту и выразительность человеческой фигуры мягкими, изящными, вполне естественными драпировками и сравняться с художниками классической древности, если не превзойти их в этом отношении.
В следующие за тем столетия в обеих отраслях искусства драпировке нередко предоставляется слишком важная роль, причём, претендуя на красоту, они ломаются, комкаются и развеваются самым неправдоподобным образом. Это жеманство прекращается в конце XVIII века под влиянием пристрастия к древним грекам и римлянам, возбуждённого, с одной стороны, проповедью Винкельмана, а с другой — школою франц. живописца Давида.

### XIX век
В это время свободные и широкие драпировки вроде древних ещё не вполне вытеснены из искусства неблагодарным для него современным костюмом, и скульпторы нередко прибегают к ним, особенно когда приходится исполнять монументальные статуи. В художественных школах молодые художники и скульпторы учатся укладке драпировок при помощи манекенов, одетых надлежащим образом.